# 웃소
웃소는 대한민국의 회사, 유튜브 채널이다. 웃음코뿔소를 줄여서 웃소라고 부른다. 웃음코뿔소라고 이름을 지은 이유는 웃소의 멤버인 성희는 웃는 모습을 웃소 멤버들이 코뿔소 웃음이라고 불렀는데 전 멤버였던 선바는 그 별명을 따라 채널명을 웃음 코뿔소로 하자고 제안했다. 퇴사한 선바를 제외
[ 고탱,성희,해리,디투>우디>태훈>소정] 순으로 합류했다. 하지만 우디인경우 군복무 기간으로 활동시간이   줄었다.
현재는 만화책을 1권과 2권과 3권과 4권과 5권과 6권 7권이 출시되었다. 2019년 포브스 코리아에서 파워 유튜버 중 하나로 선정했다.

## 웃소 소속 인물
| 활동 이름        | 본명   | 특이 사항                                                                         |      |
| 웃소             | 웃소   | 웃소                                                                              | 웃소 |
| ---------------- | ------ | --------------------------------------------------------------------------------- | ---- |
| 고탱             | 고태원 | 웃소의 대표로 가족으로는 할머니,부모님,동생 고태훈,아내 김성희가 있다.현재 38세   |      |
| 태훈(고태후니)   | 고태훈 | 웃소의 멤버로 가족으로는 할머니,부모님,형 고태원,형수 김성희가 있다.현재 34세     |      |
| 성희(피글로그)   | 김성희 | 웃소의 이사장으로 가족으로는 부모님,오빠,남편 고태원,시숙 고태훈이 있다.현재 33세 |      |
| 디투(디투몬스타) | 남경동 | 웃소의 멤버로 가족으로는 아내 천영지,강아지 (써니)가 있다.현재 38세               |      |
| 해리(황해리)     | 황슬기 | 웃소의 멤버이자 맏형으로 가족으로는 부모님,강아지 (블랑이)가 있다.현재 39세       |      |
| 소정(유소)       | 유소정 | 웃소의 막내로 가족으로는 부모님,오빠,언니가 있다.현재 27세                        |      |
| 우디(우감독)     | 우재영 | 웃소의 원조 막내로 가족으로는 부모님,누나가 있다.현재 28세                        |      |
| 명예 멤버        |        |                                                                                   |      |
| 선바             | 김선우 | 웃소 초기의 멤버로 가족으로는 부모님,여동생 김지우가 있다.현재 31세               |      |

## 조합
고탱+태훈=고고형제.실제로 형제다.탱글커플(탱글부부)만큼 잘맞는다.
고탱+성희=탱글커플(탱글부부).고탱의 탱과 성희의 별명인 피글의 글을 합쳐 만들었다.이젠 결혼을 해서 탱글부부이다.
고탱+디투=87동갑라인.동갑이고,15년지기 대학동기.케미가 좋다.보통 이들끼리 춤을 춘다.결혼식에서 고탱이 ‘15년지기 친구이자 댄스메이트’라고 말할정도.
고탱+성희+태훈=가족개그단.성희가 고탱과 결혼하며 셋이 가족이 되었다.오.하.영에서 볼 수 있는 조합.
태훈+소정=인간즈. (前 게스트)짝사랑하는 유형부터 고백하는 유형까지 주연으로 연기를 했는데,연기를 너무 잘해 이런 별명을 얻게 되었다.
우디+소정=젊은피(20대).웃소 내 유일한 20대들.가장 젊어서 젊은피이다.
우디+해리=2434
나이가 딱 10살 차이나는 덕분에 생긴 별명